# Entente do Mediterrâneo (1887)
A Entente do Mediterrâneo foram uma série de tratados assinados pela Grã-Bretanha e Itália em 12 de fevereiro de 1887 com a mediação de Otto von Bismarck, pela Áustria-Hungria em 24 de março e Espanha em 4 de maio do mesmo ano.
Estes tratados reconhecem o status quo no Mar Mediterrâneo. De fato, um dos objetivos era deter a expansão da Rússia nos Bálcãs e o desejo de controlar os estreitos do Bósforo e Dardanelos. A partir desta perspectiva, também garantiu a sobrevivência do Império Otomano. Também protegeu os interesses italianos contra a França. Assim, uniu forças hostis à Rússia nos Bálcãs e na África do Norte para a França.
Do ponto de vista de Bismarck, os tratados estavam trazendo a Grã-Bretanha mais perto da Tríplice Aliança de 1882, sem envolver a Alemanha. Esta vantagem durou pouco já que a Grã-Bretanha conseguiu uma aproximação com a Rússia. A Aliança foi dissolvida em 1896, quando o Kaiser Guilherme II alienou a Grã-Bretanha com o seu "Telegrama Kruger".
O tratado potencialmente entrou em conflito com o Tratado de Resseguro de 1888, entre a Alemanha e a Rússia. No protocolo secreto para o Tratado de Resseguro, Bismarck emprestou apoio aos esforços de expansão da Rússia. Assim, a Entente Mediterrânea, embora não seja uma contradição de jure do Tratado de Resseguro, é ao menos o contrário do seu espírito.